# Cyathea welwitschii
Cyathea welwitschii är en ormbunkeart som beskrevs av William Jackson Hooker. Cyathea welwitschii ingår i släktet Cyathea och familjen Cyatheaceae. Inga underarter finns listade.